# Cúa (Venezuela)
Pour les articles homonymes, voir Cua.
Cúa est le chef-lieu de la municipalité d'Urdaneta dans l'État de Miranda au Venezuela. Elle est située à une quarantaine de kilomètres au sud de Caracas. En 2009, sa population est estimée au 127 900 habitants.
De 1976 à 1989, une habitante, Maria Esperanza Medrano de Bianchini, déclare avoir des apparitions de la Vierge Marie, dans la forêt, dans son domaine agricole. Après enquête canonique de l’Église catholique, ces apparitions sont officiellement reconnues par l'évêque, entrainant la création d'un sanctuaire diocésain, amenant des pèlerins du monde entier.

## Historique

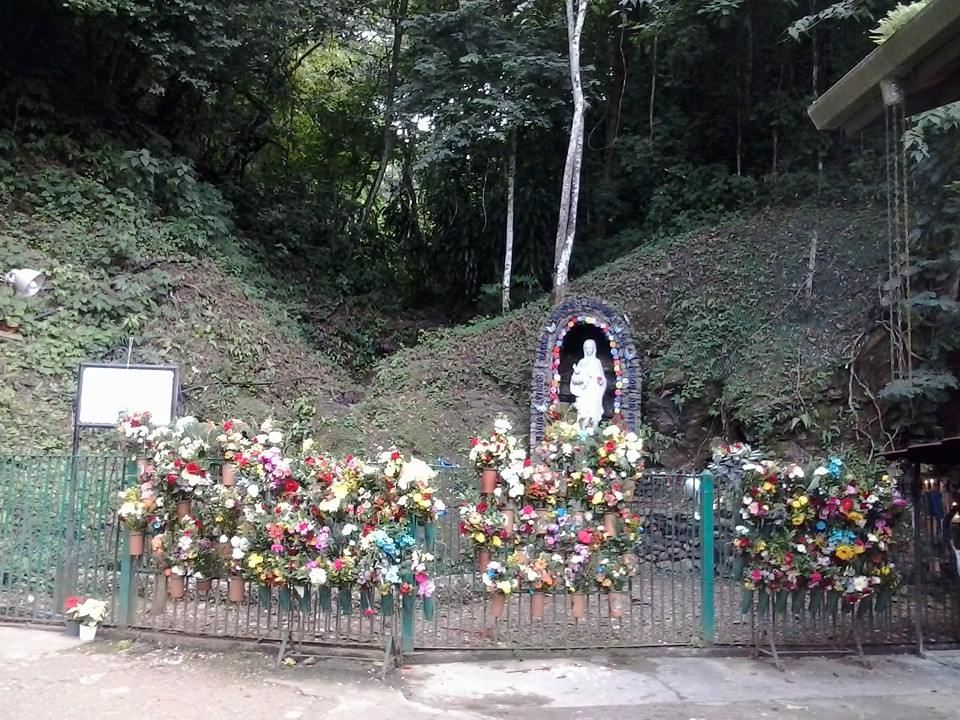
Le lieu de la première apparition, aujourd'hui.

Le 25 mars 1976 a lieu la première apparition à Maria Esperanza Medrano de Bianchini dans une grotte près d’une petite rivière au pied d’une colline. Chaque année, le 25 mars, Maria Esperanza et des croyants ou des curieux se rassemblent à la grotte. Marie se présente à elle comme « la réconciliatrice de tous les peuples ». Le 25 mars 1984, une centaine de personnes disent avoir vu la Vierge Marie à la grotte, en même temps que la voyante,.
Après une enquête canonique de trois années, Mgr Bello Ricardo, évêque de Los Teques proclame l’authenticité des apparitions dans une lettre pastorale le 21 novembre 1987,.

## Description

### Le sanctuaire marial de Betania

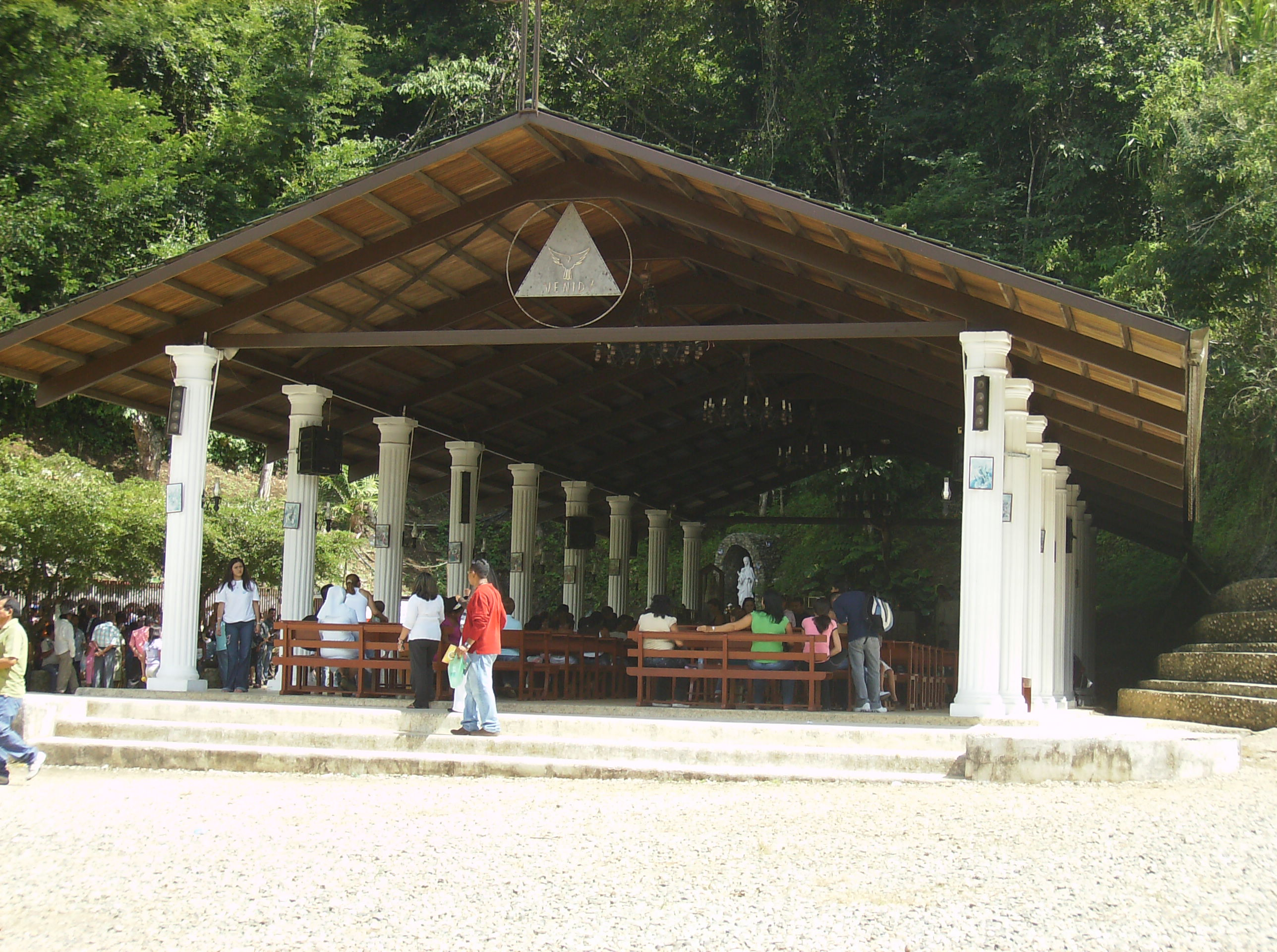
L'église du sanctuaire.

En 1987, lors de la reconnaissance des apparitions, Mgr Pio Bello Ricardo autorise la construction d'une église dédiée à « Marie Réconciliatrice des Peuples », ainsi que d'un centre d'accueil et d'assistance aux pauvres. Pour ce faire, les propriétaires font don de 4 hectares de terrain au diocèse pour y construire le lieu de culte,.
En 2009, la Conférence épiscopale vénézuélienne donne au sanctuaire le titre de « sanctuaire diocésain »,.
Les autorités du sanctuaire déclarent que la fréquentation internationale des pèlerins augmente régulièrement.